# Datacentralen I/S af 1959
Datacentralen I/S af 1959 var et interessentskab af staten, amterne og kommunerne (KL) med staten, repræsenteret ved Finansministeriet (Administrationsdepartementet), for bordenden.
Senere udtrådte kommunerne, som dannede deres eget Kommunedata (senere kaldet KMD). Fra begyndelsen af 1990'erne blev selskabet omdannet til et aktieselskab, i begyndelsen 100% ejet af staten. I 1996 overtog CSC (Computer Sciences Corporation) 75% af aktierne, og navnet blev ændret.
Per 2024 går virksomheden under navnet DXC Technology Danmark A/S.
Formålet med Datacentralen, tit omtalt som DC, var at udvikle og drive administrative systemer for stat, amter og kommuner. Af store tidlige systemer kan nævnes kildeskatten, der byggede på to store registre: CPR for personer og CIR (videreført som CVR) for virksomheder (indeholdelsespligtige). Motorregisteret for Politiet var det første store realtidssystem (online), hvor registeret lå på en magnettromle (forløberen for magnetplader eller som det nu kaldes, hard drives). Det var ret nyt i 1977. Statsregnskabet (SCR) var også et af de tidlige store systemer, der fik online adgang omkring 1979 i form af Texas TTY skrivemaskineterminaler – udskriften blev dannet på varmefølsomt rullepapir – ligesom de tidlige faxer.
Personalet var nummereret. Nummer 1 var Willy Olsen, den første direktør der fungerede frem til ca. 1984. Willy Olsen var tidligere konsulent hos IBM og var med til at forberede oprettelsen af Centralen. Aase Olsen, direktørens sekretær (ikke i familie) havde personale nr. 2 – og så fremdeles. 2-cifferklubben og senere 3-cifferklubben var de rigtige old boys. I 1977 blev personalenummer 1815 taget i brug og der var da ca. 1.000 ansatte.
Direktør var som nævnt Willy Olsen. Oluf Callesen var chef for planlæggerne, Bent Milsted chef for programmørerne, Bjørn Eriksen for udvikling, Mogens Arentzen for uddannelse og Erling Dinesen var driftschef. 
Det er værd at bemærke, at allerede dengang kørte Svur (Statens Vurderingssystem), og CFR (det Centrale Fordringsregister - gældsopkrævning) rimeligt effektivt.

## Teknik
Fra starten og i mange år derefter kørte alle systemer på centrale IBM mainframes. Der fandtes stort set ikke andet end mainframes, og de kom med leverandørens eget styresystem. Midt i 1970'erne udviklede DC's udviklingsafdeling TDSS og DBSS, teledatastyresystem og databasestyresystem, der blev anvendt af de fleste systemer efterhånden som de overgik til realtid og databaser. Før da var det hele magnetbåndsfiler og batchkørsler (man kan faktisk sortere båndfiler ved hjælp af mellemfiler og flere faser, bestående af sorteringer og sammenfletninger) – de aller tidligste registre og programmer var hulkortsamlinger.

## Mere historie
I/S Datacentralen af 1959, 1959-91, Datacentralen A/S 1991-
På grundlag af Forvaltningsnævnets undersøgelser af statens hulkortvirksomhed og behovene for en centraliseret maskinpark besluttedes det at etablere en fælles central for databehandling for staten og kommunerne. Dette skete ved oprettelsen af Interessentskabet Datacentralen af 1959. Interessenterne var den danske stat ved Finansministeriet, Københavns Kommune, Frederiksberg Kommune, Den Danske Købstadforening, Foreningen Bymæssige Kommuner og De Samvirkende Sognerådsforeninger i Danmark. De tre foreninger afløstes i 1970 af Kommunernes Landsforening og Amtsrådsforeningen i Danmark. Virksomheden havde til formål at etablere og drive en databehandlingscentral fortrinsvis til udførelse af statens og kommunernes databehandlingsopgaver.
Datacentralens første maskinanlæg installeredes i 1962. Centralen varetog en række af de største statslige edb-opgaver som Motorregisteret, Toldvæsenets registre, CPR-registeret, kildeskattesystemet, det statslige lønsystem m.m.
Pr. 1. juli 1991 omdannedes I/S Datacentralen til Datacentralen A/S, jf. Finansudvalgets aktstykke 243 af 19. juni 1991.[kilde mangler]
Senere blev aktierne af et par gange solgt til Computer Sciences Corporation (CSC), USA, og navnet ændret til CSC.

## Lokationer
De første lokaler var Ved Stadsgraven på Amager, og snart efter blev der taget lokaler i brug i Wittenberggade lidt længere ude på øen. Men ret hurtigt blev der startet byggeri af hovedsædet på Retortvej i Valby, hvortil de fleste flyttede. Her i en ret dyb kælder blev der indrettet en stor maskinstue til diverse opgaver, og en mindre til forsvarets administrative opgaver (Fada). 
Inden kildeskattens indførelse fra 1970 var Kildeskattehuset - et flerfløjet komplex i to etager - bygget i Birkerød. Her fik Kildeskattedirektoratet (Statskattedirektoratet) til huse. I et par af fløjene fik Datacentralen kontorer og maskinstue, så man i tæt parløb med skattefolkene kunne udvikle, teste og drive skattesystemerne. Hvert år var der tilføjelser, rettelser og test, før det næste års version var klar til drift.
Da der blev for trangt i hovedsædet, blev der oprettet kontorer i det tidligere Hotel Rossini ved Valby station. Her var der bad til de fleste kontorer! I en periode - på mange flere år end forventet - var der opstillet pavilloner med kontorer foran hovedbygningen på Retortvej. Senere igen kom en stor afdeling i Høje Tåstrup til.